# Otto Trüstedt
Otto Alexander Paul Trüstedt, född 30 mars 1866 i Paris, död 11 september 1929 i Helsingfors, var en finländsk gruvingenjör. Han var född av tyska föräldrar och familjen flydde i samband med Fransk-tyska kriget till Sankt Petersburg, där han växte upp. Han genomgick Falu bergsskola och var 1888–1904 anställd vid Pitkäranta gruva nordost om Ladoga samt 1904–1929 vid Geologiska kommissionen i Finland, där han från 1918 var tillförordnad statsgeolog. Trüstedt gjorde 1910 den banbrytande upptäckten av kopparfyndigheten i Outokumpu. Han fick senare ett nickelmineral uppkallat efter sig och utnämndes till filosofie hedersdoktor 1928. Företaget Outokumpu Abp utdelar en medalj som bär hans namn.
En av Trüstedts tre systrar, Franziska (1864-1941), var gift med metallurgen Gustaf Gröndal. En yngre syster Mathilde (1868-1949) gifte sig med Theodor Otto Neovius som startade Neovius Garnfirma. De flyttade senare till Uppsala med sina fem barn.
Jazzpianisten och kompositören Mika Pohjola är Trüstedts dotterdotters dotterson. Litteraturvetaren och författaren Torsten Pettersson är Otto Trüstedts dottersonson.